# Герасимова, Антонина Сергеевна
Антонина Сергеевна Герасимова (род. 1930) — советский и российский инженер-геолог и грунтовед, учёный в области инженерной геологии и педагог, кандидат геолого-минералогических наук (1960). Заслуженный научный сотрудник МГУ (2001). Лауреат Премии имени М. В. Ломоносова (1975) и Государственной премии СССР (1977).

## Биография
Родилась 8 ноября 1930 года в деревне Балятино, Раменского района Московской области в рабочей семье.
С 1948 по 1953 год обучалась на Геологическом факультете МГУ, с 1953 по 1956 год обучалась в аспирантуре при этом факультете. С 1963 года на педагогической работе на Геологическом факультете МГУ в качестве старшего научного сотрудника. Одновременно с 1963 по 1970 год была руководителем Западно-Сибирской экспедиции. С 1986 года назначена заместителем заведующего кафедрой инженерной геологии и охраны геологической среды геологического факультета.
В 1960 году Антонина Герасимова защитила диссертацию на соискание учёной степени кандидат геолого-минералогических наук по теме: «Современные геологические процессы нижнего Приобья и их инженерно-геологическое значение». В 1963 году приказом ВАК СССР было присвоено учёное звание старший научный сотрудник. В 2001 году ей было присвоено почётное звание Заслуженный научный сотрудник МГУ. 
Основные научные работы Антонины Герасимовой связаны с вопросами в области инженерно-геологического картографирования и картирования, а так же разработкой теоретических основ региональной инженерной геологии. Научные интересы Герасимовой связаны с вопросами в области исследования инженерно-геологических условий южных и центральных частей Прикаспийской впадины и Западной Сибири, эти исследования проходили совместно с известными учёными геологами Е. М. Сергеевым и В. Т. Трофимовым. А. С. Герасимова была автором более 50 научных трудов, в том числе «Инженерная геология СССР. В 2-х книгах» (1990), «Инженеры-геологи Московского университета» и «Инженерная геология в Московском университете» (1998), «XX век: Инженеры-геологи — лауреаты государственных премий» (2001).
В 1975 году за работу «Итоги инженерно-геологического картирования Западной Сибири» была удостоена Премии имени М. В. Ломоносова. 
В 1977 году за цикл работ и специальных карт по инженерной геологии, обеспечивающих эффективное народно-хозяйственное освоение Западной Сибири Антонина Герасимова была удостоена Государственной премии СССР.

## Награды
- Государственной премии СССР (1977 — за цикл работ и специальных карт по инженерной геологии, обеспечивающих эффективное народно-хозяйственное освоение Западной Сибири)[4]
- Премия имени М. В. Ломоносова (1975 — за работу «Итоги инженерно-геологического картирования Западной Сибири»)[1]